# Eich (Lucerna)
Eich – miejscowość i gmina w środkowej Szwajcarii, w kantonie Lucerna, w okręgu Sursee. Leży nad jeziorem Sempachersee.

## Demografia
W Eich mieszka 1 610 osób. W 2021 roku 6,9% populacji gminy stanowiły osoby urodzone poza Szwajcarią. 

## Transport
Przez teren gminy przebiega autostrada A2. 